# Dolní brána (Pelhřimov)
Dolní brána (též Jihlavská brána) je jedna z bran bývalého opevnění Pelhřimova. Nachází se v Palackého ulici, nedaleko Karlova náměstí. Uvnitř je umístěno Muzeum rekordů a kuriozit.

## Historie
K vystavění brány jako součásti opevnění města, budovaného od 14. století, došlo v 16. století. V polovině 16. století po požáru města prošla přestavbou do současné podoby. Na konci 17. století byly nainstalovány hodiny. V roce 1774 přibyla na vrcholu střechy věžička. Až do roku 1892 měla také předbraní. V letech 1967-1968 zde fungovalo divadlo Netopýr, které zde pořádalo divadelní představení, ale také setkání se skupinou Olympic. Jako hosté si tu zahráli např. Stella Zázvorková, Josef Zíma, Jaroslav Vojta či Jindřich Plachta. Od 30. června 1994 zde funguje stálá expozice Muzea rekordů a kuriozit provozována agenturou Dobrý den.

## Popis
Jedná se 36 metrů vysokou, pětipatrovou, věžovitou stavbu se střechou v podobě čtyřbokého stanu. Z jejího hřebene pak vystupuje osmiboká lucerna zakončená cibulí a také báň a praporek s hvězdou. Poslední patro je zakončeno renesanční římsou s dvojicí čtyřbokých hodinových ciferníků. Z původní věže se do současnosti dochovaly oblouky portálů a fresky v interiéru.